# Ruth Schönthal
Ruth Esther Hadassah Schönthal (seit 1946 auch: Schonthal; * 27. Juni 1924 in Hamburg; † 11. Juli 2006 in Scarsdale bei New York City) war eine deutsch-amerikanische Komponistin, Pianistin und Professorin an der New York University und dem Westchester Conservatory of Music.

## Leben
Ruth Schönthal wurde als Tochter jüdischer Eltern geboren, die aus Wien stammten. Ihr Vater war Inhaber eines Löt- und Schweißbetriebes in Berlin und pflegte vielfältige kulturelle Interessen. Schönthal begann schon im Alter von fünf Jahren zu komponieren und galt im Berlin der 1930er Jahre als Wunderkind. Sie studierte 1930 bis 1935 Klavier, Musiktheorie und Komposition am Stern’schen Konservatorium in Berlin. 1935 wurde sie von den Nationalsozialisten mit allen anderen jüdischen Kommilitonen vom Konservatorium "relegiert", also der Hochschule verwiesen. 

### Emigration
1938 emigrierte sie mit ihrer Familie nach Stockholm, wo sie sich an der Königlich Schwedischen Akademie für Musik einschrieb und bei Ingemar Liljefors Unterricht nahm. Dort veröffentlichte sie 1940 erstmals eine Komposition, ihre Sonatine für Klavier. 1941 wurde die politische Situation auch in Schweden zu unsicher. Die Familie floh über Moskau und Wladiwostok nach Mexiko. Sie studierte ab 1941 Komposition bei Manuel María Ponce in Mexiko-Stadt und feierte als Komponistin und Pianistin große Erfolge. Sie lernte Paul Hindemith kennen, als dieser eine Tour durch Mexiko unternahm. Er war von ihrem Talent so beeindruckt, dass er ihr ein Stipendium für ein Studium an der Yale University verschaffte. Von 1946 bis 1948 studierte sie bei Paul Hindemith an der Yale University in New Haven/USA. Nach ihrem Abschluss in Yale 1948 verdiente sie zunächst ihren Lebensunterhalt mit der Komposition von Werbe-Jingles und Popsongs.

### Komponistin, Pianistin und Professorin für Komposition
Mit zunehmendem Erfolg als Komponistin stellte sie ihre Karriere als Konzertpianistin zurück, trat aber regelmäßig als Interpretin eigener Werke auf.
Ruth Schönthal wurde Dozentin am Westchester Conservatory of Music. Bis zuletzt war sie als Professorin für Komposition an der New York University aktiv. Sie lebte viele Jahre lang in New Rochelle, zuletzt in Scarsdale bei New York.
42 Jahre nach ihrer Emigration reiste die Komponistin 1980 erstmals wieder nach Deutschland, sie gab ein Konzert und nahm an einer Podiumsdiskussion in Berlin teil. In der Folge unternahm sie zahlreiche Konzert- und Vortragsreisen durch Deutschland. Eine dauerhafte Rückkehr kam für sie nicht mehr in Betracht. Seit 1997 verlegt der Kasseler Furore Verlag Schönthals Kompositionen.
1999 richtete die Berliner Akademie der Künste das Ruth-Schönthal-Archiv mit Briefen, Fotos und Dokumenten ein, das in Anwesenheit der Komponistin eröffnet wurde. Ihrem letzten Willen entsprechend wurde auch ihr künstlerischer Nachlass dem Berliner Archiv übergeben. Das Werkverzeichnis Schönthals umfasst mehr als 100 Musikstücke, unter anderem drei Opern, zahlreiche Orchesterwerke, Ballettmusik und Lieder, darunter den Whitman-Zyklus By The Roadside und das Streichquartett In Memoriam Holocaust.
Beim Jüdischen Museum in Wien wird Schönthal auf einer Tafel unter anderen jüdischen Musikern aufgeführt, die während der NS-Zeit emigrierten. Neben ihrem Namen ist ein Knopf angebracht, durch dessen Druck man ihre erste Sonatine hören kann.
Die New York Times bezeichnete ihren Musikstil als eine eklektische Mischung aus der europäischen Musiktradition, der mexikanischen Volksmusik, der Aleatorik und der Minimal Music.
Ruth Schönthal hinterließ ihren Ehemann, den Maler Paul Seckel, mit dem sie seit 1950 verheiratet war, und die drei Söhne Alfred, Bernhard und Ben Seckel.

## Auszeichnungen
- 1994: Internationaler Künstlerinnenpreis der Stadt Heidelberg (Festival Komponistinnen gestern-heute)

## Werke (Auswahl)
Opern
- The Courtship of Camilla (1979/80), Libretto nach A.A. Milne
- Jocasta (1996/97), Libretto von Helene Cicoux
- Princess Maleen (1988/89)

Orchesterwerke
- Concerto No.2 für Klavier und Orchester (1977)
- Evening Music, Nocturnal Fantasy with Oceanwaves
- Music for Horn and Chamber Orchestra (1978)
- The Beautiful Days of Aranjuez (1982, rev. 1983)
- Soundtrack for a Dark Street (1994)
- 3 Celebrations „Happy Birthday Variations“ for childrens concerts
- The Young Dead Soldiers für Chor und Orchester (1987)

Klavierwerke und Kammermusik
- Sonatina in A für Klavier (1940), ISMN M-50012-843-4
- Sonata quasi un’ Improvisazione für Klavier (1964), ISMN M-50012-159-6
- Nachklänge (Reverberations) für präpariertes Klavier (1967–74), ISMN M-50012-156-5
- Sonata Breve für Klavier (1973), ISMN M-50012-842-7
- Three elegies für Klavier (1982), ISMN M-50012-160-2
- Sonate in 2 Sätzen für Violoncello und Klavier (1989), ISMN M-50012-176-3
- 65 Celebrations (1993/94), ISMN M-50012-163-3
- The Wall Before and After für Kammerensemble (1994), zur Wiedervereinigung von Berlin
- Bells of Sarajevo für Klarinette und präpariertes Klavier (1997)
- Wildunger Liederzyklus für Mezzosopran und Klavier (2 Bd. 1992/97)

## Diskografie
- Reverberations: Adina Mornell Plays Ruth Schonthal by Ruth Schonthal and Adina Mornell (2002)
- Character Sketches: Solo Piano Works by 7 American Women by Gwyneth Walker, Judith Lang Zaimont, Tania Leon, Victoria Bond, and Jane Brockman (1995)
- Sunbursts: Solo Piano Works by 7 American Women by Emma Lou Diemer, Dianne Goolkasian Rahbee, Vivian Adelberg Rudow, Ruth Schonthal, and Sheila Silver (1998)
- Jewish String Quartets by Steven Doane, Abraham Wolf Binder, Darius Milhaud, Ruth Schonthal, and Sholom Secunda (2006)
- Margaret Mills Plays Piano by Lowell Liebermann, Ruth Schonthal, and Margaret Mills (1994)
- Vive la Différence: String Quartets by 5 Women from 3 Continents by Amy Marcy Cheney Beach, Priaulx Rainier, Sarah Aderholdt, Ruth Schonthal, and Lucie Vellere (1997)
- Margaret Astrup Sings Ruth Schonthal by Schonthal and Astrup (2007)
- Songs by Women by Elizabeth R. Austin, Elisenda Fabregas, Ruth Schonthal, Joyce Suskind, and Marcia Eckert (2003)
- Toccata/Austrian Piano Music: Josef Mayr (piano) plays works by Ruth Schonthal (Toccata und Arietta), Krenek, Takács, Hauer etc., Extraplatte 588-2 (2003)